# Apollodoros från Aten
Apollodoros från Aten, (grekiska Aπoλλοδωρoς), var en forngrekisk författare, verksam omkring 140 f.Kr.
Apollodoros bedrev dels filosofiska, dels grammatiska studier, men blev mest känd som en produktiv skriftställare i mytologi och historia.
Bland hans författade skrifter fanns en kommentar till den homeriska skeppsförteckningen, ett arbete, Om gudarna, och ett kronologiskt verk, chroniká, som omfattande perioden från Trojas förstörelse till författarens egen tid. Tidigare antogs Apollodoros vara författare till verket Bibliotheke, men detta har visat sig vara felaktigt. Bibliotheke är en i tre böcker systematisk samling av grekiska guda- och hjältesagor och är en av källorna till vår nutida kunskap om grekisk mytologi.

## Eftermäle
Asteroiden 12609 Apollodoros är uppkallad efter honom.